# Pimoa zhigangi
Espèce
Pimoa zhigangi est une espèce d'araignées aranéomorphes de la famille des Pimoidae.

## Distribution
Cette espèce est endémique du Tibet en Chine,. Elle se rencontre dans le district de Bayi.

## Description
La femelle holotype mesure 6,49 mm.

## Étymologie
Cette espèce est nommée en l'honneur de Zhi-gang Chen.

## Publication originale
- Xu, Zhang, Yao, Ali & Li, 2021 : « Thirty-five new species of the spider genus Pimoa (Araneae,Pimoidae) from Pan-Himalaya. » ZooKeys, no 1029, p. 1-92 (texte intégral).